# Leon Slater
Leon Slater (Bradford, 27 de setembro de 2004) é um lutador profissional inglês, que trabalha atualmente para a Total Nonstop Action Wrestling (TNA) e é o atual campeão da X Division da TNA em seu primeiro reinado. Ele é conhecido por suas passagens por várias promoções de sua terra natal, como Revolution Pro Wrestling e Progress Wrestling.

## Carreira na luta livre profissional

### Revolution Pro Wrestling (2022–presente)
Slater fez sua estreia na Revolution Pro Wrestling no evento RevPro Live In London 64, em 7 de agosto de 2022, onde desafiou Luke Jacobs pelo Campeonato dos Pesos-Médios Britânico Indiscutível, mas não obteve sucesso. Ele continuou fazendo aparições regulares nos eventos principais da empresa, como o British J-Cup, onde fez sua primeira participação na edição de 202, derrotando Lio Rush na primeira rodada, mas foi derrotado por Robbie X, Lee Hunter e Will Kaven em uma luta four-way na final, que ocorreram na mesma noite. Um ano depois, Slater conseguiu conquistar o torneio, derrotando Will Kaven na primeira rodada e, em seguida, Harrison Bennett, Máscara Dorada e Wild Boar na luta four-way na final. No RevPro Revolution Rumble 2023, em 26 de março, Slater participou da tradicional luta Royal Rumble, que foi vencida por Michael Oku e contou com a participação de outros adversários notáveis, como Big Damo, Callum Newman, Eddie Dennis, Gabriel Kidd, Francesco Akira, Rampage Brown, Sha Samuels, Trent Seven, Zack Sabre Jr., entre outros. No RevPro 11th Anniversary Show, em 26 de agosto de 2023, Slater derrotou Dan Moloney em uma luta individual. Em 16 de dezembro de 2023, no RevPro Uprising 2023, Slater derrotou Connor Mills para conquistar o Campeonato dos Pesos Médios Britânico Indiscutível.
Slater competiu no Royal Quest III, um evento de crossover promovido pela RevPro em parceria com a New Japan Pro Wrestling, em 14 de outubro de 2023, onde fez equipe com Cameron Khai para desafiar o Bullet Club War Dogs (Drilla Moloney e Clark Connors) pelo Campeonato Junior Heavyweight de Duplas IWGP, mas não conseguiu a vitória.

### Game Changer Wrestling (2022–presente)
Slater tem uma passagem pela promoção americana Game Changer Wrestling desde 2022. Ele fez sua primeira aparição no GCW In Liverpool 2022, em 16 de setembro, onde desafiou Cole Radrick, Joe Lando e Tony Deppen pelo Campeonato Extreme da GCW, mas não obteve sucesso. No GCW 56 Nights 2023, em 1º de janeiro, Slater competiu duas vezes. Primeiro, participou de um combate 30-person rumble, vencido por Masha Slamovich, com vários outros adversários notáveis, tanto homens quanto mulheres, como Billie Starkz, Allie Katch, Effy, John Wayne Murdoch, Jordan Oliver, Mance Warner, entre outros. Na mesma noite, Slater foi derrotado por Nick Wayne. No GCW In Liverpool 2023, em 16 de setembro, Slater desafiou Blake Christian pelo Campeonato Mundial da GCW, mas também não teve sucesso.

### Progress Wrestling (2022–presente)
Slater fez sua estreia na Progress Wrestling no Progress Chapter 134: No Mountain High Enough, em 15 de maio de 2022, onde foi derrotado por Ricky Knight Jr. No Progress Chapter 136: 24/7, em 24 de julho de 2022, ele fez equipe com Ricky Knight Jr. para desafiar Sunshine Machine (Chuck Mambo e TK Cooper) pelo Campeonato de Duplas da Progress, mas não teve sucesso. Slater competiu em um dos torneios mais importantes da promoção, o Natural Progression Series, onde fez sua primeira participação na edição de 2023, derrotando Liam Slater na primeira rodada, mas sendo eliminado por Ricky Knight Jr. nas semifinais. Quanto ao Super Strong Style 16, Slater fez sua estreia na edição de 2023, onde foi derrotado por Mark Haskins na primeira rodada.

### Impact Wrestling/Total Nonstop Action Wrestling (2023–presente)
Em outubro de 2023, Slater assinou um contrato com o Impact Wrestling. Ele fez sua estreia na promoção no Turning Point, em 27 de outubro de 2023, onde derrotou Mark Haskins para manter o Campeonato da North Wrestling. Na terceira noite do Impact Wrestling UK Invasion Tour, em 29 de outubro de 2023, Slater foi derrotado por Trey Miguel em uma luta individual. Em 20 de junho de 2025, no Slammiversary, Slater derrotou Moose para conquistar o Campeonato da X Division da TNA, tornando-se o campeão mais jovem da história. Após a luta, ele foi parabenizado por AJ Styles, que estava retornando à promoção.

## Títulos e prêmios
- British Wrestling Revolution
  - BWR Cruiserweight Championship (1 vez)
- Discovery Wrestling
  - Y Division Championship (1 vez, atual)
- North Wrestling
  - North World Championship (1 vez, atual)
  - North Tag Team Championship (1 vez, inaugural) – com Man Like DeReiss
- One Pro Wrestling
  - 1PW Tag Team Championship (1 vez) – com Man Like DeReiss[23]
- Pro Wrestling Illustrated
  - PWI o colocou na #180ª posição dos 500 melhores lutadores individuais no PWI 500 em 2024[24]
- Revolution Pro Wrestling
  - Undisputed British Cruiserweight Championship (1 vez)[25]
  - British J-Cup (2023)
- Sovereign Pro Wrestling
  - SovPro Commonwealth Championship (1 vez)
- Squash A Jobber Wrestling
  - ASCA Tag Team Championship (1 vez) – com Man Like DeReiss
- Total Nonstop Action Wrestling
  - Campeonato da X Division da TNA (1 vez, atual)
  - Prêmios de Fim de Ano da TNA (1 vez)
    - One to Watch em 2025[26]
- TNT Extreme Wrestling
  - TNT World Championship (1 vez)